# Rajd Grecji 1998
Rezultaty Rajdu Grecji (45th Acropolis Rally), eliminacji Rajdowych Mistrzostw Świata w 1998 roku, który odbył się w dniach 7–9 czerwca. Była to ósma runda czempionatu w tamtym roku i czwarta na szutrze, a także ósma w Production World Rally Championship i trzecia w mistrzostwach Grecji. Bazą rajdu było miasto Ateny. Zwycięzcami rajdu została brytyjska załoga Colin McRae i Nicky Grist w Subaru Imprezie WRC. Wyprzedzili oni Francuzów Didiera Auriola i Denisa Giraudeta w Toyocie Corolli WRC i Finów Juhę Kankkunena i Juhę Repo w Fordzie Escorcie WRC. Z kolei w Production WRC zwyciężyła urugwajsko-argentyńska załoga Gustavo Trelles i Martin Christie w Mitsubishi Lancerze Evo V.
Rajdu nie ukończyły trzy załogi fabryczne. Fin Tommi Mäkinen w Mitsubishi Lancerze Evo V miał awarię układu elektrycznego na 3. odcinku specjalnym, a jego partner z zespołu Mitsubishi Brytyjcyzk Richard Burns uszkodził zawieszenie na 15. odcinku specjalnym. Z kolei Belg Bruno Thiry w Fordzie Escorcie WRC wycofał się na 5. odcinku specjalnym z powodu awarii silnika.

## Klasyfikacja ostateczna
| Miejsce                              | Zawodnik               | Pilot                   | Samochód                  | Czas                   | Strata                 | Grupa                  | Punkty                 |                        |
| Klasyfikacja generalna               | Klasyfikacja generalna | Klasyfikacja generalna  | Klasyfikacja generalna    | Klasyfikacja generalna | Klasyfikacja generalna | Klasyfikacja generalna | Klasyfikacja generalna | Klasyfikacja generalna |
| ------------------------------------ | ---------------------- | ----------------------- | ------------------------- | ---------------------- | ---------------------- | ---------------------- | ---------------------- | ---------------------- |
| 1.                                   | Colin McRae            | Nicky Grist             | Subaru Impreza WRC        | 4:26:31.6              |                        | A8 M                   | 10                     |                        |
| 2.                                   | Didier Auriol          | Denis Giraudet          | Toyota Corolla WRC        | 4:26:51.6              | +20.0                  | A8 M                   | 6                      |                        |
| 3.                                   | Juha Kankkunen         | Juha Repo               | Ford Escort WRC           | 4:27:15.9              | +44.3                  | A8 M                   | 4                      |                        |
| 4.                                   | Carlos Sainz           | Luis Moya               | Toyota Corolla WRC        | 4:28:09.3              | +1:37.7                | A8 M                   | 3                      |                        |
| 5.                                   | Freddy Loix            | Sven Smeets             | Toyota Corolla WRC        | 4:29:20.0              | +2:48.4                | A8                     | 2                      |                        |
| 6.                                   | Piero Liatti           | Fabrizia Pons           | Subaru Impreza WRC        | 4:37:18.0              | +10:46.4               | A8 M                   | 1                      |                        |
| 7.                                   | Rui Madeira            | Nuno Rodrigues da Silva | Toyota Corolla WRC        | 4:39:01.8              | +12:30.2               | A8 TC                  |                        |                        |
| 8.                                   | Leonidas Kyrkos        | Janis Stawropulos       | Ford Escort WRC           | 4:40:33.5              | +14:01.9               | A8                     |                        |                        |
| 9.                                   | Jean-Pierre Richelmi   | Freddy Delorme          | Subaru Impreza 555        | 4:41:52.5              | +15:20.9               | A8                     |                        |                        |
| 10.                                  | Volkan Işık            | Ilham Dökümcü           | Toyota Celica GT-Four     | 4:43:38.3              | +17:06.7               | A8 TC                  |                        |                        |
| PWRC                                 |                        |                         |                           |                        |                        |                        |                        |                        |
| 1. (17.)                             | Gustavo Trelles        | Martin Christie         | Mitsubishi Lancer Evo V   | 4:54:35.6              |                        | N4                     | 10                     |                        |
| 2. (19.)                             | Hamed Al-Wahaibi       | Terry Harryman          | Mitsubishi Lancer Evo IV  | 4:57:08.7              | +2:33.1                | N4                     | 6                      |                        |
| 3. (20.)                             | Luís Climent           | Álex Romaní             | Proton Wira 4WD           | 5:08:58.9              | +14:23.3               | N4                     | 4                      |                        |
| 4. (28.)                             | Pawlos Moschutis       | Manolis Makrinos        | Subaru Impreza 555        | 5:39:44.4              | +45:08.8               | N4                     | 3                      |                        |
| 5. (32.)                             | Dimitris Nasulas       | Leonidas Mahaeras       | Mitsubishi Lancer Evo III | 5:42:11.6              | +47:36.0               | N4                     | 2                      |                        |
| 6. (42.)                             | Anastasios Gemenis     | Janis Kepetzis          | Mazda 323 GTX             | 5:58:23.8              | +1:03:48.2             | N4                     | 1                      |                        |
| 2L WRC                               |                        |                         |                           |                        |                        |                        |                        |                        |
| 1. (15)                              | Harri Rovanperä        | Risto Pietiläinen       | Seat Ibiza Kit Car Evo2   | 4:52:32.1              | -                      | A7                     |                        |                        |
| 2. (16)                              | Oriol Gómez Marco      | Marc Martí              | Seat Ibiza Kit Car Evo2   | 4:53:52.8              | +1:20.7                | A7                     |                        |                        |
| 3. (24)                              | Takis Dimitrakopoulos  | Stefanis Konstantinos   | Renault Clio Williams     | 5:16:26.0              | +23:53.9               | A7                     |                        |                        |
| Mistrzostwa Grecji (pierwsza trójka) |                        |                         |                           |                        |                        |                        |                        |                        |
| 1. (8.)                              | Leonidas Kyrkos        | Janis Stawropulos       | Ford Escort WRC           | 4:40:33.5              |                        | A8                     | 120                    |                        |
| 2. (12.)                             | Angelos Ziwas          | Stelios Fakalis         | Toyota Corolla WRC        | 4:47:44.1              | +7:10.6                | A8                     | 102                    |                        |
| 3. (13.)                             | Janis Papadimitriu     | Nikolaos Petropulos     | Ford Escort WRC           | 4:50:12.6              | +9:39.1                | A8                     | 90                     |                        |

1. ↑  Litera M przy oznaczeniu grupy do której należy samochód oznacza, iż tylko ci kierowcy zdobywali punkty dla swoich zespołów liczonych w klasyfikacji producentów na koniec sezonu.

## Zwycięzcy odcinków specjalnych
| Dzień     | Odcinek | G. rozp. | Nazwa                 | Długość  | Zwycięzca         | Czas    | Lider rajdu   |
| --------- | ------- | -------- | --------------------- | -------- | ----------------- | ------- | ------------- |
| 1 (7 CZE) | SS1     | 10:03    | Pateras               | 22.29 km | Bruno Thiry       | 14:02.6 | Bruno Thiry   |
| 1 (7 CZE) | SS2     | 11:06    | Skourta               | 20.65 km | odcinek anulowany | -       | Bruno Thiry   |
| 1 (7 CZE) | SS3     | 12:26    | Pili                  | 20.11 km | Juha Kankkunen    | 12:43.1 | Bruno Thiry   |
| 1 (7 CZE) | SS4     | 13:09    | Thiva                 | 18.29 km | Bruno Thiry       | 14:49.8 | Bruno Thiry   |
| 1 (7 CZE) | SS5     | 15:28    | Evangelistria         | 22.74 km | Richard Burns     | 17:04.0 | Richard Burns |
| 1 (7 CZE) | SS6     | 16:47    | Livadia               | 11.40 km | Didier Auriol     | 9:20.9  | Richard Burns |
| 1 (7 CZE) | SS7     | 17:18    | Karakolithos          | 16.70 km | Richard Burns     | 9:52.7  | Richard Burns |
| 2 (8 CZE) | SS8     | 08:42    | Bauxites - Karoutes 1 | 28.62 km | Colin McRae       | 17:48.2 | Colin McRae   |
| 2 (8 CZE) | SS9     | 10:05    | Stromi - Inohori 1    | 22.49 km | Freddy Loix       | 18:14.6 | Colin McRae   |
| 2 (8 CZE) | SS10    | 11:58    | Drimea 1              | 25.14 km | Carlos Sainz      | 17:08.1 | Colin McRae   |
| 2 (8 CZE) | SS11    | 09:56    | Pavliani 1            | 24.83 km | Carlos Sainz      | 20:48.2 | Didier Auriol |
| 2 (8 CZE) | SS12    | 14:57    | Gravia 1              | 27.22 km | Carlos Sainz      | 19:36.8 | Didier Auriol |
| 3 (8 CZE) | SS13    | 08:42    | Bauxites - Karoutes 2 | 28.61 km | Didier Auriol     | 17:28.6 | Didier Auriol |
| 3 (8 CZE) | SS14    | 10:05    | Stromi - Inohori 2    | 22.49 km | Didier Auriol     | 18:02.1 | Didier Auriol |
| 3 (8 CZE) | SS15    | 11:58    | Drimea 2              | 25.14 km | Colin McRae       | 17:00.6 | Didier Auriol |
| 3 (8 CZE) | SS16    | 13:01    | Pavliani 2            | 24.83 km | Colin McRae       | 20:43.7 | Colin McRae   |
| 3 (8 CZE) | SS17    | 14:57    | Gravia 2              | 27.22 km | Colin McRae       | 20:00.3 | Colin McRae   |

## Klasyfikacja po 8 rundach
Tabele przedstawiają tylko pięć pierwszych miejsc.

### Kierowcy
| Lp. | Kierowca       | Pkt |
| --- | -------------- | --- |
| 1   | Colin McRae    | 36  |
| 2   | Carlos Sainz   | 31  |
| 3   | Tommi Mäkinen  | 24  |
| 4   | Richard Burns  | 24  |
| 5   | Juha Kankkunen | 21  |

### Producenci
| Lp. | Producent           | Pkt |
| --- | ------------------- | --- |
| 1   | 555 Subaru WRT      | 49  |
| 2   | Toyota Castrol Team | 47  |
| 3   | Mitsubishi Ralliart | 45  |
| 4   | Ford Motor Co. Ltd. | 33  |